# Мезолітичне розщеплення
Мезолітичне розщеплення (англ. mesolytic cleavage) — у хімії — розщеплення зв'язку в йон-радикал з утворенням радикала та йона. Термін відбиває механістичний дуалізм процесу, який можна розглядати і як гомолітичний, і як гетеролітичний, в залежності від того, як електрони пов'язані з фрагментами.